# Faro di Monte San Bartolo
Il faro del Monte San Bartolo sorge circa a 175 m.s.l. sul monte omonimo, a ponente del porto di Pesaro. Il segnalamento è il N° 3986 E.F. Esso è costituito da una torre cilindrica bianca alta 25 metri e un edificio a 2 piani. 
Il faro è completamente controllato e gestito dal Comando di zona fari della Marina Militare con sede a Venezia che si occupa di tutti i fari del medio e alto Adriatico.

## Storia
Distrutto dai tedeschi in ritirata nel 1944 tornò di nuovo ad essere operativo nel 1952.